# 马庄镇 (固安县)
马庄镇是中国河北省固安县下属的一个镇，位于固安县南部，总面积85.5平方公里，辖37个自然村，42个行政村，总人口约4.5万人。